# New Orleans Stompers (album)
New Orleans Stompers – album złożony z nagrań dokonanych przez zespół jazzu tradycyjnego Warszawscy Stompersi – Warsaw Stompers (na okładce płyty podano: wcześniejsza nazwa – New Orleans Stompers). Było to wydawnictwo, które zainaugurowało nową serię płyt wydawanych przez Polskie Nagrania – Polish Jazz.
Nagrania, które znalazły się na płycie powstawały w Warszawie w latach 1959–1964. Monofoniczny LP został wydany w 1965 przez Polskie Nagrania „Muza” XL 0236 (matryce XW-471, XW-472). Reedycja na CD ukazała się w 2008 (PNCD 1001).

## Muzycy
- Henryk Majewski – trąbka
- Waldemar Kurpiński – klarnet (1, 2)
- Włodzimierz Kruszyński – klarnet (3 – 16)
- Jerzy Kowalski – puzon (1, 2)
- Andrzej Dorawa – puzon (3)
- Dymitr Markiewicz – puzon (4 – 16)
- Wojciech Kacperski –  fortepian (1, 2)
- Tomasz Ochalski – fortepian (4, 5, 13 – 16)
- Włodzimierz Gulgowski – fortepian (6 – 8)
- Bogdan Ignatowski – banjo
- Zdzisław Orłowski – kontrabas (1, 2)
- Tadeusz Wójcik – kontrabas (3)
- Adam Skorupka – kontrabas (4, 5)
- Janusz Kozłowski – kontrabas (6 – 12)
- Jerzy Kruszyński – kontrabas (13 – 16)
- Marian Ząbek – perkusja (1, 2)
- Mieczysław Wadecki – perkusja (3 – 16)

## Lista utworów
Strona A
| 1. | „Warsaw Ragtime No. 1” (Wojciech Kacperski) nagrane 10.04.1959            | 3:25  |
|    |                                                                           |       |
| 2. | „Bluesoragtime No. 2” (Wojciech Kacperski) nagrane 10.04.1959             | 2:10  |
|    |                                                                           |       |
| 3. | „Melba Rag” (muz. Mateusz Święcicki, arr. H. Majewski ) nagrane 8.09.1962 | 3:25  |
|    |                                                                           |       |
| 4. | „Roztańczony kundel” (Adam Skorupka) nagrane 28.02.1963                   | 3:06  |
|    |                                                                           |       |
| 5. | „Zabawny charleston” (Henryk Majewski) nagrane 28.02.1963                 | 2:57  |
|    |                                                                           |       |
| 6. | „Kas Bil Rag” (Dymitr Markiewicz) nagrane 3.11.1963                       | 3:20  |
|    |                                                                           |       |
| 7. | „Czarny Ląd” (Henryk Majewski) nagrane 3.11.1963                          | 3:10  |
|    |                                                                           |       |
| 8. | „Marzenie misia (muz.: H. Majewski, arr. W. Kruszyński) nagrane 3.11.1963 | 2:45  |
|    |                                                                           |       |
|    |                                                                           | 24:18 |
|    |                                                                           |       |
Strona B
| 9.  | „Ej, przeleciał ptaszek” (muz. Tadeusz Sygietyński, arr. H. Majewski, Zbigniew Namysłowski) nagrane 16.04.1963 | 3:05  |
|     | |       |
| 10. | „Starzyk” (muz. Stanisław Hadyna, arr. H. Majewski, Z. Namysłowski) nagrane 16.04.1963                         | 3:15  |
|     | |       |
| 11. | „Motywy góralskie” ” (muz. ludowa, arr. H. Majewski, Z. Namysłowski) nagrane 16.04.1963                        | 3:05  |
|     | |       |
| 12. | „Gdyby rannym słonkiem” ” (muz. Stanisław Moniuszko, arr. H. Majewski, Z. Namysłowski) nagrane 16.04.1963      | 2:58  |
|     | |       |
| 13. | „Rozbawiony klarnet” (Włodzimierz Kruszyński) nagrane 11-12.08.1964                                            | 2:40  |
|     | |       |
| 14. | „Madres” (Dymitr Markiewicz) nagrane 11-12.08.1964                                                             | 3:10  |
|     | |       |
| 15. | „Upał” (Henryk Majewski) nagrane 11-12.08.1964                                                                 | 3:05  |
|     | |       |
| 16. | „Nietoperz” (Henryk Majewski) nagrane 11-12.08.1964                                                            | 3:05  |
|     | |       |
|     | | 24:23 |
|     | |       |

## Informacje uzupełniające
- Zdjęcie – M. Horowic
- Omówienie (tekst na okładce) – Józef Balcerak